# Луговой, Григорий Михайлович
Григорий Михайлович Луговой (1919—1941) — советский офицер, танкист, участник Великой Отечественной войны, командир танкового взвода.

## Биография
Родился в г. Вознесенске, ныне Николаевской области Украины.
По окончании семилетки работал учеником, а потом наборщиком в типографии районной газеты.
Поступил в 1-е Саратовское танковое училище, которое с отличием окончил, за что получил право выбора места службы. Служил в г. Станиславе (ныне Ивано-Франковск), пограничный в то время — участок оборонной линии СССР. Здесь встретил войну в 1941 году.
С октября 1941 года воевал в 4-й танковой бригаде, был командиром танкового взвода 1-го танкового батальона. Отличился в октябрьских боях под Мценском, где уничтожил 13 немецких танков, 4 миномёта и батарею зенитных орудий.
Этот подвиг был совершён в боях на подступах к Москве, возле деревни Маурино (Наро-Фоминский район Московской области), в составе танковой бригады, которой командовал полковник М. Е. Катуков — позже Маршал бронетанковых войск и заместитель Министра Обороны СССР.
Погиб Григорий Луговой в боях при обороне Москвы 28 октября 1941 года, похоронен в деревне Крюково.
Отец - Луговой Михаил Михайлович.
Мать — Луговая Домна Карповна.

## Награды
- 12 января 1941 года Указ опубликован быть не мог, вероятно 12 января 1942
- 12 января 1941 года в газете «Правда» был опубликован Указ Президиума Верховного Совета СССР о награждении лейтенанта Лугового Григория Михайловича орденом Ленина.

## Память

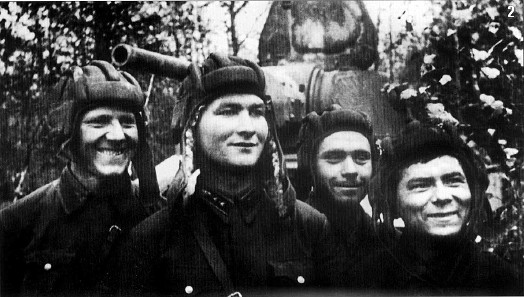
Экипаж танка Т-34 лейтенанта Лугового (в центре). Октябрь 1941.

Приказом 1-й гвардейской танковой бригады № 073 от 07.05.1943 г. лейтенант Луговой Г. М. навечно зачислен в списки личного состава 1-го гвардейского танкового батальона (ЦАМО, ф.3060, оп.2, д.29, л.111).